# Aroania
Aroania (griego: Αροάνια), también conocido como Helmos o Chelmos (Χελμός, del sur eslavo chlmo, "cumbre"), es una cadena montañosa en Acaya, en la península del Peloponeso, Grecia. Con una altura máxima de 2.355 m, Aroania es la tercera más alta del Peloponeso, después del monte Taigeto y de Cilene, y la más alta de Acaya. La ciudad más grande cerca de la montaña es Kalávrita. La unidad municipal de Aroania tomó su nombre de la montaña.

## Geografía
Aroania está situada en el sureste de Acaya, cerca de la frontera con Corintia. La montaña Cilene, un poco más alta, está a unos 15 km al este, separada de Aroania por el valle del río Olvios. El monte Erimanto está a unos 30 km al oeste, cruzando el valle del río Vouraikos. Los ríos Krios, Krathis y Vouraikos fluyen desde Aroania hacia el golfo de Corinto en el norte. El río Aroanios drena la montaña hacia el suroeste, hasta el mar Jónico.
La montaña alberga el observatorio de Helmos y una estación de esquí. Los puntos de interés en la montaña incluyen la Cueva de los Lagos, el monasterio de Mega Spilaio y el pueblo de montaña Kalávrita. Otros pueblos de montaña en Aroania son Planitero y Peristera. 
Entre las cumbres más altas en Aroania se encuentran:
- Psili Koryfi, 2355 m
- Neraidorachi, 2341 m
- Aetorachi, 2335 m
- Kokkinovrachos, 2315 m
- Gardii, 2182 m
- Avgo, 2138 m
- Nisi, 2080 m.

## Flora y fauna
Las zonas de Aroania entre los 800 y los 1800 m de altitud están cubiertas de bosques de pinos. Las áreas más altas consisten en praderas y rocas estériles. Aroania es rica en especies de mariposas, incluyendo el azul de Chelmos (Agrodiaetus iphigenia) que habita entre los 1100 y 1800 m.
Desde 2009, la cordillera y la garganta del río Vouraikos conforman un área protegida, designada como parque nacional por el gobierno griego.